# Aedes paradissimilis
Aedes paradissimilis är en tvåvingeart som beskrevs av Rozeboom 1946. Aedes paradissimilis ingår i släktet Aedes och familjen stickmyggor.
Artens utbredningsområde är Filippinerna. Inga underarter finns listade i Catalogue of Life.